# Войскови транспорт
Войскови транспорт е преоборудван или специално построен за целта плавателен съд (кораб), предназначен за превозване на военни части и военно снаряжение.
Историята на войсковите транспорти започва от специализираните древногръцки съдове за превоз на пехотинци (хоплити) – хоплитагагоси. Войсковите транспорти активно се използват в хода на Първата и Втората световна война, особено от Великобритания, и нейните доминиони и САЩ. Основни изисквания към войсковите транспорти са бързоходност и условия за превоз на пътници – на тези критерии най-добре отговарят преоборудваните пътнически лайнери, такива като, например „Аквитания“, „Мавритания“, „Олимпик“, „Куин Мери“.
Поради отпадане на необходимостта от превозване на голям брой военнослужещи, развитието на авиацията и създаването на специализирани десантни кораби използването на войскови транспорти е прекратено. Въпреки това, през 1982 г., Великобритания реквизира и за времето на военните действия (по време на Фолкландската криза) преоборудва във войскови транспорти лайнерите SS Canberra, RMS Queen Elizabeth 2, и ферибота Nordic Ferry.